# Tân Mỹ, Lấp Vò
Tân Mỹ là một xã thuộc huyện Lấp Vò, tỉnh Đồng Tháp, Việt Nam.

## Địa lý
Xã Tân Mỹ có vị trí địa lý:
- Phía đông giáp xã Tân Khánh Trung
- Phía tây giáp xã Mỹ An Hưng B
- Phía nam giáp xã Vĩnh Thạnh
- Phía bắc giáp thành phố Cao Lãnh
- Phía đông nam giáp xã Long Hưng A.

## Lịch sử
Quyết định 77-HĐBT ngày 27 tháng 06 năm 1989, xã Tân Mỹ thuộc huyện Thạnh Hưng.
Nghị định 81-CP ngày 06 tháng 12 năm 1996, xã Tân Mỹ thuộc huyện Lấp Vò.

## Xã hội

### Giáo dục - y tế
Trên địa bàn xã Tân Mỹ:
- Có 1 trạm y tế.
- Có 5 trường gồm trường: THPT Lấp Vò 2, THCS Tân Mỹ, TH Tân Mỹ 1, TH Tân Mỹ 2, Mầm non Tân Mỹ.

## Giao thông
Xã có các tuyến đường chính: DT848, DT859, DH69, DH70, DH65.